# David Gilliland
Statistiques en NASCAR Cup Series
Dernière mise à jour : 7 mars 2017 
David Gilliland est un pilote américain de NASCAR Cup Series né le 1er avril 1976 à Riverside, Californie. 

## Carrière
Il remporte une course du championnat de seconde division de la NASCAR, les Busch Series, en 2006 sur le Kentucky Speedway. Passé dans la catégorie reine la même année, son meilleur résultat est une 2e place à Sonoma en 2008 et à Talladega en 2013.

## Référence
1. ↑  (en) NASCAR Cup Series Results (top 5s) (racing-reference.info)